# Liste des archevêques d'Oristano
 (mai 2025).
L'archidiocèse d'Oristano est un archidiocèse métropolitain italien en Sardaigne, fondé au XIe siècle.

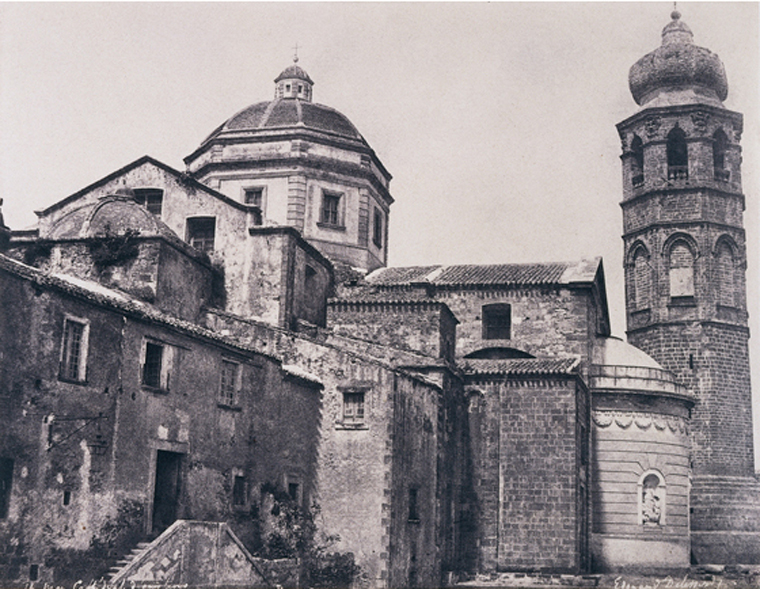
Cathédrale d'Oristano

## Archevêques
- 1202-1223  Bernardo
- 1224-1253  Torgotorio de Muru
- 1254-  A...
- 1261-  Torgotorio Cocco
- 1268-1279  Aleardo
- 1280-1289  Pietro
- 1296-1299  Scolay de Ardigellis
- 1299-1301  Consiglio Gatto
- 1299-  Alamanno
- 1301-1305  Leonardo Aragall
- 1306-1308  Ugone
- 1308-1312  Oddone della Sala
- 1312-1339  Guido Cattaneo
- 1340-1342  Giovanni de Paperonibus
- 1342-1346  Giovanni di Cambray
- 1342-  Pietro Munichi
- 1346-1349  Pietro
- 1349-1360  Nicolò
- 1360-1363  Bernardo
- 1363-1377  Ambrogio
- 1377-  Enrico
- 1382-1386  Giacomo
- 1386-1387  Gonario
- 1387-1392  Leonardo De Zori
- 1392-1396  Corrado da Cloaco
- 1396-1400  Ubaldino Cambi
- 1400-1403  Mariano Fabario
- 1403-1404  Paolo Olemi
- 1404-1406  Nicola Berruto
- 1404-  Bartolomeo Ghini
- 1406-1414  Bertrando Flores
- 1414-1437  Elia di Palmas
- 1437-1450  Lorenzo Squinto
- 1450-1454  Giorgio Attacco
- 1454-1460  Giacomo D'Alberale
- 1460-1462  Francesco Arnesti
- 1462-1485  Giovanni Dessì
- 1485-1492  Ferdinando Romano
- 1492-1510  Jaime Serra i Cau
- 1510-1517  Pietro Serra De Munoz
- 1517-1520  Giovanni Briselot
- 1520-1530  Giovanni Clerc
- 1530-1535  Agostino Grimaldi
- 1536-  Goffredo Pugiasson
- 1537-1554  Carlo de Alagon
- 1554-1556  Andrea Sanna
- 1556-1565  Pietro Sanna
- 1566-1571  Gerolamo Barberano
- 1572-1574  Pietro Buerba
- 1574-1577  Pietro Noarro
- 1578-1588  Francesco Figo
- 1588-1621  Antonio Canopolo
- 1621-1627  Lorenzo Nieto
- 1627-1641  Gavino Magliano
- 1641-1657  Pietro de Vico
- 1657-1684  Alfonso de Sotomajor
- 1664-1671  Bernardo Cotoner
- 1672-1685  Pietro de Alagon
- 1685-1702  Pietro de Accorrà y Figo
- 1704-1717  Francesco Masones Nin
- 1726-1740  Antonio Nin
- 1741-1744  Vincenzo Giovanni Vico Torrellas
- 1744-1746  Nicolò Maurizio Fontana
- 1746-1772  Luigi Emanuele de Carretto di Camerana
- 1772-1776  Antonio Romano Malingri
- 1778-1782  Giacomo Francesco Tommaso Astesan
- 1784-1798  Giuseppe Luigi Cusano di Sagliano
- 1798-1812  Francesco Maria Sisternes de Oblites
- 1812-1821  Giovanni Maria Azzei
- 1828-1840  Giovanni Maria Bua
- 1842-1860  Giovanni Saba
- 1872-1878  Antonio Soggiu
- 1879-1882  Bonfiglio Mura
- 1882-1992  Paolo Giuseppe Maria Serci Serra
- 1893-1898  Francesco Zunnui Casula
- 1899-1914  Salvatore Tolu
- 1914-1920  Ernesto Maria Piovella
- 1921-1938  Giorgio Maria Delrio
- 1938-1947  Giuseppe Cogoni
- 1947-1979  Sebastiano Fraghì
- 1979-1985  Francesco Spanedda
- 1986-2006 Pier Giuliano Tiddia
- 2006-2019 Ignazio Sanna
- depuis 2019 Roberto Carboni

## Sources
- (en) « Archdiocese of Oristano », sur Catholic-hierarchy.org
- (en) « Metropolitan Archdiocese of Oristano », sur gcatholic.org